# Ilja Alexejewitsch Schatrow

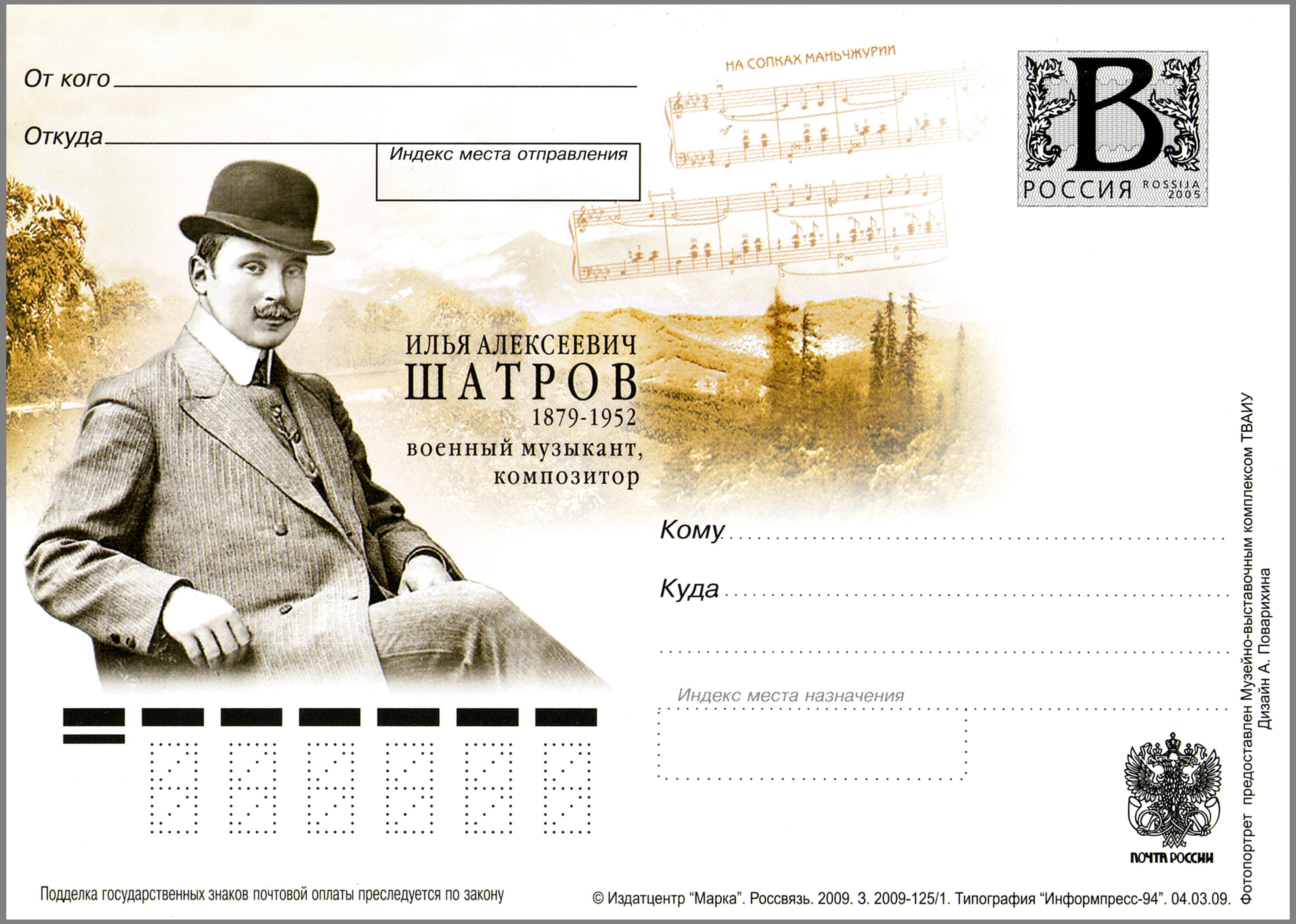
Postkarte zum 130. Jahrestag der Geburt von Schatrow

Ilja Alexejewitsch Schatrow (russisch Илья Алексеевич Шатров; * 1. April 1879 (oder 1885); † 2. Mai 1952) war ein russischer Militärmusiker, Dirigent und Komponist, der 1906 den Walzer Auf den Hügeln der Mandschurei komponierte, der von seinen Erfahrungen in der Schlacht bei Mukden während des Russisch-Japanischen Krieges erzählt, den er einem seiner gefallenen Kameraden widmete.

## Biografie
Schatrow wurde am 1. April 1879 in Semljansk, Semilukskij, Oblast Woronesch, Russland, als Sohn von Aleksej Mihajlowitsch Schatrow, einem pensionierten Unteroffizier des litauischen Leibgarde-Infanterieregiments der russischen kaiserlichen Garde, geboren.
1905 wurde er Kapellmeister des Mokschansk Regimentalorchesters und diente im Russisch-Japanischen Krieg. Im Februar 1905 nahm das 214. Reserve-Mokschan-Infanterie-Regiment an der Schlacht bei Mukden und Liaoyang teil. In einer der Schlachten wurde das Regiment von den Japanern umzingelt und ständig vom Feind angegriffen. Im kritischen Moment, wenn die Munition schon verbraucht war, hat der Regimentskommandeur Oberst Pawel Pobiwanez den Befehl gegeben: «Das Banner und das Orchester gehen voran!» Kapellmeister Schatrow führte das Orchester zur Brüstung der Schützengräben, gab den Befehl zum Kampfmarsch und führte das Orchester vor das Banner des Regiments. Ermutigte Soldaten stürzten in den Bajonettangriff. Während der Schlacht griff das Regiment mit der Musik des Orchesters ständig die Japaner an und durchbrach schließlich die Einkreisung. Im Laufe der Schlacht kam der Regimentskommandeur ums Leben, und von den ursprünglichen 4000 Mitgliedern des Regiments blieben nur 700 Menschen, darunter 7 Musiker des Orchesters, am Leben. Für diese Leistung waren alle überlebenden Musiker des Orchesters mit dem Georgskreuz, Schatrows – des Offiziersordens des Heiligen Stanislaus 3. Klasse mit den Schwertern (die zweite solche Auszeichnung der Dirigenten) ausgezeichnet, und das Orchester war mit den Silbernen Pfeifen ausgezeichnet.
Nach der Revolution trat er der Roten Armee bei und war Kapellmeister der Roten Kavalleriebrigade. Nach dem Ende des Bürgerkriegs diente er bis 1935 in Pawlograd. Von 1935 bis 1938 leitete er das Orchester der Tambow-Kavallerieschule, 1938 wurde er aufgrund seines Alters in die Reserve entlassen und blieb in Tambow arbeiten. Hier arbeitete er von 1941 bis 1943 zunächst als Sekretär, dann als stellvertretender Direktor für die Wirtschaftsabteilung der Regionalbibliothek. A. S. Puschkin. Während des Großen Vaterländischen Krieges kehrte er 1943 wieder in die Armee zurück: Er diente als Kapellmeister der Division. Er beendete den Krieg mit zwei Medaillen und dem Orden des Roten Sterns. Nach dem Krieg leitete er das Orchester der Kirowabad-Garnison im Transkaukasischen Militärbezirk (Militärorchester des Transkaukasischen Militärbezirks).
Er trat 1951 in den Ruhestand, kehrte nach Tambow zurück, wo er die musikalische Abteilung an der Tambower Suworow-Schule leitete.
Er starb am 2. Mai 1952 in Tambow und wurde auf dem Wosdwischenkij-Friedhof beigesetzt.

## Werke
- Auf den Hügeln der Mandschurei
- Es regnet